# 地泗河
地泗河，位于中国贵州省黔西南布依族苗族自治州普安县境内，是西泌河左岸支流，发源于普安县高棉乡新阶田（原属地泗乡），东北流至高棉乡捧古村北沿普安县与晴隆县边界转东南流，于普安高棉乡棉花村以东注入西泌河。河长25千米，流域面积148平方千米。